# Beecher City
Beecher City és una població dels Estats Units a l'estat d'Illinois. Segons el cens del 2000 tenia 493 habitants.

## Demografia
Segons el cens del 2000, Beecher City tenia 493 habitants, 191 habitatges, i 132 famílies. La densitat de població era de 211,5 habitants/km².
Dels 191 habitatges en un 38,7% hi vivien nens de menys de 18 anys, en un 49,7% hi vivien parelles casades, en un 13,1% dones solteres, i en un 30,4% no eren unitats familiars. En el 26,7% dels habitatges hi vivien persones soles el 12,6% de les quals corresponia a persones de 65 anys o més que vivien soles. El nombre mitjà de persones vivint en cada habitatge era de 2,58 i el nombre mitjà de persones que vivien en cada família era de 3,11.
Per edats la població es repartia de la següent manera: un 32,3% tenia menys de 18 anys, un 8,5% entre 18 i 24, un 27,8% entre 25 i 44, un 16,6% de 45 a 60 i un 14,8% 65 anys o més.
L'edat mediana era de 32 anys. Per cada 100 dones de 18 o més anys hi havia 82,5 homes.
La renda mediana per habitatge era de 27.500 $ i la renda mediana per família de 33.583 $. Els homes tenien una renda mediana de 25.156 $ mentre que les dones 19.125 $. La renda per capita de la població era de 12.779 $. Aproximadament el 8% de les famílies i el 18,4% de la població estaven per davall del llindar de pobresa.

## Poblacions més properes
El següent diagrama mostra les poblacions més properes.